# 奧霍塔床杜父魚
奧霍塔床杜父魚（学名：Myoxocephalus ochotensis）為輻鰭魚綱鮋形目杜父魚亞目杜父魚科的其中一種，為溫帶海水魚，分布於西北太平洋鄂霍次克海海域，棲息深度0-40公尺，棲息在底層水域，生活習性不明。